# Claus Clausen (forlægger)
 Der er flere personer med dette navn, se Claus Clausen.
Claus Jørn Clausen (født 11. juli 1943) er en dansk forlægger.
Efter at have læst dansk på universitetet blev Claus Clausen i 1968 ansat på Forlaget Rhodos, hvor han var med til at dreje det i marxistisk retning. Som redaktør udgiv han titler af bl.a. Roland Barthes, Daniel Cohn-Bendit, Michel Foucault, Che Guevara og Karl Marx.
I 1973 var Clausen sammen med sin hustru, Suzanne Giese, medstifter af det ny forlag Tiderne Skifter, som han ledede, mens hun fungerede som redaktør. I 1980 blev parret skilt, og Giese forlod forlaget. Tiderne Skifter blev overtaget af Gyldendal i 1988, men tilbagekøbt af Claus Clausen i 2002.
Forlagets første udgivelse blev Gieses bog Derfor kvindekamp, der handler om kvinders undertrykkelse. Dets anden udgivelse blev den tyske terrororganisation Baader-Meinhof-gruppens politiske manifest, Væbnet kamp i Europa.
I fællesskab med blandt andre Hans-Jørgen Nielsen, Svend Åge Madsen og Ebbe Kløvedal Reich lancerede Claus Clausen tidsskriftet Mak og senere det kulturpolitiske og marxistiske tidsskrift Hug!, der nåede at udkomme i 65 numre fra 1974 til 1997.
Claus Clausen lancerede udover Bibliotek Rhodos også serien "Tryk" med danske debutanter; heriblandt Dan Turèll og Ib Michael. Andre kendte udgivelser fra Tiderne Skifter er Hans-Jørgen Nielsens Fodboldenglen, Kvinde, kend din krop, Ekstremt højt og utrolig tæt på og Pia Juuls Indtil videre - samlede digte.
Clausen modtog i 2015 den franske ridderorden Ordre des Arts et des Lettres og i 2016 Blixenprisen som 'Årets redaktør'.
I 2016 solgte Clausen sit livsværk, Tiderne Skifter, til Gyldendal, der senere valgte at nedlægge det og afskedige alle ansatte.  I 2019 oprettede Claus Clausen det lille enmands-forlag Epilog, som en slags efterskrift til Tiderne Skifter. Her udgiver han en lille håndfuld bøger årligt af forfattere som Geert Mak (en), Marie Darrieussecq (en), Virginie Despentes (en), Pia Juul og Sidsel Falsig Pedersen (cs).
I 2017 opstod der en twist mellem den tidligere ejer af forlaget Tiderne Skifter og den nye ejer Gyldendal, der beskyldte Clausen for at skylde millioner.  Sagen kom dog aldrig for retten og endte med et forlig.